# Provinz Shinano

Karte der japanischen Provinzen, Shinano rot markiert

Shinano (jap. 信濃国, Shinano no kuni) oder Shinshū (信州) war eine der historischen Provinzen Japans.

## Geografie
Ihr Gebiet entspricht dem der heutigen Präfektur Nagano.
Shinano grenzte an die Provinzen Echigo, Etchū, Hida, Kai, Kōzuke, Mikawa, Mino, Musashi, Suruga und Totomi.

## Geschichte
Nach dem Shoku Nihongi wurde am 24. Juli 721 (traditionell: Yōrō 5/6/26) die Provinz Suwa abgespalten, aber bereits am 17. April 731 (Tempyō 3/3/7) wieder eingegliedert.
Die alte Hauptstadt (kokufu) lag beim modernen Matsumoto. Shinano wurde wegen der Größe in der Sengoku-Zeit oft in mehrere Lehen aufgeteilt, folglich entwickelten sich auch andere Burgstädte wie Komoro, Ina und Ueda. Shinano war eines der Machtzentren des Takeda Shingen während seiner Kriege gegen Uesugi Kenshin und andere.
In der Meiji-Restauration entstand 1868 aus den ehemaligen Shogunatsländern in der Provinz Shinano die Präfektur Ina. Aus einem Teil von Ina entstand 1870 Nakano, das 1871 in Nagano umbenannt wurde. Im Zuge der Abschaffung der Han 1871 wurden Ina und Nagano mit in Shinano gelegenen Territorien aus zwölf anderen Präfekturen zu den Präfekturen Nagano und Chikuma fusioniert, so dass diese ganz Shinano (und Chikuma zusätzlich die Provinz Hida) umfassten. 1876 wurden Chikuma und Nagano zum heutigen Nagano fusioniert (die Provinz Hida wurde Teil von Gifu), das damit praktisch deckungsgleich mit Shinano ist.
Im Zweiten Weltkrieg wurde der japanische Flugzeugträger Shinano nach dieser Provinz benannt.